# Cuba Austin
Cuba Austin (1906 – 1961) fue un baterista de jazz estadounidense.

## Primeros años de vida
Nació en Charleston, Virginia Occidental. 

## Carrera
En 1926, se convirtió en miembro del grupo de William McKinney, McKinney's Cotton Pickers.   Austin se unió al grupo después de su formación, reemplazando al propio McKinney en la batería.  El grupo grababa con frecuencia, ambos bajo los nombres Cotton Pickers y Chocolate Dandies. 
En 1931, los Cotton Pickers se dividieron en dos conjuntos, con Austin al frente de uno de ellos, que tomó el nombre de The Original Cotton Pickers.  Cuando disolvió este grupo en 1934, se mudó a Baltimore y trabajó solo,  así como en una orquesta con Rivers Chambers. 
Austin fue una figura influyente en los inicios del jazz; Gene Krupa llamó a Austin una de sus principales influencias.  Austin fue uno de los primeros bateristas en utilizar el charles recién inventado en el jazz hot y swing. 